# 贝克·安德拉什
贝克·安德拉什（匈牙利語：Beck András，1911年—1985年）是一位匈牙利雕塑家。他主要創作象征主义、表现主义青铜俑以及人物半身像/胸像。1956年，贝克永久定居于巴黎。1985年，贝克在巴黎因车祸去世。